# Geneva Open 2018 - Qualificazioni singolare
Le qualificazioni del singolare del Geneva Open 2018 sono state un torneo di tennis preliminare per accedere alla fase finale della manifestazione. I vincitori dell'ultimo turno sono entrati di diritto nel tabellone principale. In caso di ritiro di uno o più giocatori aventi diritto a questi sono subentrati i lucky loser, ossia i giocatori che hanno perso nell'ultimo turno ma che avevano una classifica più alta rispetto agli altri partecipanti che avevano comunque perso nel turno finale.

## Teste di serie
1. Pablo Andújar (ultimo turno)
2. Nino Serdarušić (primo turno)
3. Noah Rubin (qualificato)
4. Matteo Donati (primo turno)

1. Jan Choinski (primo turno)
2. Dominik Köpfer (qualificato)
3. Lukáš Rosol (qualificato)
4. Bernabé Zapata Miralles (qualificato)

## Qualificati
1. Dominik Köpfer
2. Lukáš Rosol

1. Noah Rubin
2. Bernabé Zapata Miralles

## Tabellone qualificazioni

### Legenda
| - Q = Qualificato - WC = Wild card - LL = Lucky loser | - ALT = Alternate - SE = Special Exempt - PR = Protected Ranking | - w/o = Walkover - r = Ritirato - d = Squalificato |

### Sezione 1
|  | Primo turno | Primo turno             | Primo turno             | Primo turno | Primo turno |  |  | Ultimo turno | Ultimo turno   | Ultimo turno   | Ultimo turno | Ultimo turno |  |
|  |             |                         |                         |             |             |  |  |              |                |                |              |              |  |
|  | 1           | Pablo Andújar           | Pablo Andújar           | 6           | 6           |  |  |              |                |                |              |              |  |
|  | WC          | Antoine Bellier         | Antoine Bellier         | 3           | 2           |  |  | 1            | Pablo Andújar  | Pablo Andújar  | 3            | 5            |  |
|  |             | Gerard Granollers Pujol | Gerard Granollers Pujol | 2           | 0           |  |  | 6            | Dominik Köpfer | Dominik Köpfer | 6            | 7            |  |
|  | 6           | Dominik Köpfer          | Dominik Köpfer          | 6           | 6           |  |  |              |                |                |              |              |  |

### Sezione 2
|  | Primo turno | Primo turno     | Primo turno     | Primo turno | Primo turno |  |  | Ultimo turno | Ultimo turno | Ultimo turno | Ultimo turno | Ultimo turno |  |
|  |             |                 |                 |             |             |  |  |              |              |              |              |              |  |
|  | 2           | Nino Serdarušić | Nino Serdarušić | 4           | 4           |  |  |              |              |              |              |              |  |
|  |             | Jeremy Jahn     | Jeremy Jahn     | 6           | 6           |  |  |              | Jeremy Jahn  | 7            | 3            | 5            |  |
|  |             | Ivan Gakhov     | Ivan Gakhov     | 1           | 3           |  |  | 7            | Lukáš Rosol  | 613          | 6            | 7            |  |
|  | 7           | Lukáš Rosol     | Lukáš Rosol     | 6           | 6           |  |  |              |              |              |              |              |  |

### Sezione 3
|  | Primo turno | Primo turno    | Primo turno    | Primo turno | Primo turno |  |  | Ultimo turno | Ultimo turno   | Ultimo turno   | Ultimo turno | Ultimo turno |  |
|  |             |                |                |             |             |  |  |              |                |                |              |              |  |
|  | 3           | Noah Rubin     | 3              | 7           | 6           |  |  |              |                |                |              |              |  |
|  |             | Franko Škugor  | 6              | 64          | 4           |  |  | 3            | Noah Rubin     | Noah Rubin     | 7            | 7            |  |
|  |             | Frank Dancevic | Frank Dancevic | 7           | 7           |  |  |              | Frank Dancevic | Frank Dancevic | 62           | 63           |  |
|  | 5           | Jan Choinski   | Jan Choinski   | 64          | 5           |  |  |              |                |                |              |              |  |

### Sezione 4
|  | Primo turno | Primo turno             | Primo turno       | Primo turno | Primo turno |  |  | Ultimo turno | Ultimo turno            | Ultimo turno            | Ultimo turno | Ultimo turno |  |
|  |             |                         |                   |             |             |  |  |              |                         |                         |              |              |  |
|  | 4           | Matteo Donati           | Matteo Donati     | 2           | 4           |  |  |              |                         |                         |              |              |  |
|  | WC          | Marko Miladinović       | Marko Miladinović | 6           | 6           |  |  | WC           | Marko Miladinović       | Marko Miladinović       | 4            | 1            |  |
|  |             | Andrea Pellegrino       | 7                 | 1           | 1           |  |  | 8            | Bernabé Zapata Miralles | Bernabé Zapata Miralles | 6            | 6            |  |
|  | 8           | Bernabé Zapata Miralles | 5                 | 6           | 6           |  |  |              |                         |                         |              |              |  |